# Афнер Григорій Парфентійович
Григо́рій Парфе́нтійович А́фнер (1 березня 1890 — після 1952) — сотник Армії Української Народної Республіки.

## Короткий життєпис
Григорій Афнер народився 1 березня 1890 року. Походив з міщан Київської губернії. 1 серпня 1914 року був мобілізований до армії, зарахований до 12-го запасного батальйону. 30 вересня 1914 року витримав іспит на звання прапорщика. З 23 червня 1915 року — молодший офіцер 196-го піхотного Інсарського полку. Був тричі поранений та один раз — контужений. Останнє звання у російській армії — поручик.
З 24 липня 1917 року — молодший офіцер 208-го запасного полку, брав активну участь в українізації військових частин. У березні-квітні 1919 року — командир Запорізької окремої кінної сотні Дієвої армії УНР, яка у червні 1919 року була влита до складу 1-го кінного полку імені Максима Залізняка (згодом — 2-й кінний Переяславський полк), був помічником командира цього полку.
11 грудня 1919 року у складі полку перейшов на бік Української Галицької армії, яка була на той момент союзником Збройних Сил Півдня Росії. Незабаром став командиром полку, який вивів до Одеси. 8 лютого 1920 року на чолі полку виступив проти білогвардійців, що сприяло захопленню Одеси червоними військами.
Згодом був приділений до 2-ї бригади 41-ї стрілецької дивізії РСЧА, при якій формувалася так звана Українська Радянська дивізія. Був командиром Запорізького кінного полку 41-ї стрілецької дивізії РСЧА.
У квітні 1920 року на чолі полку підняв повстання проти радянської влади та перейшов на бік Дієвої армії УНР, що рейдувала у Першому зимовому поході. З поверненням до Дієвої армії УНР Запорізький кінний полк увійшов до складу 1-го кінного полку імені Максима Залізняка. У 1920–1921 рр. був приділений до штабу 5-ї Чорноморської бригади 2-ї Волинської дивізії Армії УНР.
У 1920-х рр. жив на еміграції в Польщі. У 1923 році виїхав до Франції, був одним із організаторів українського суспільно-політичного життя у цій країні. У 1930-х рр. у східних департаментах Франції зорганізував та очолив, з української молоді, пластовий курінь імені Євгена Коновальця.
Відома колишня адреса поштової скриньки Григорія Афнера у Франції: «AFNER, Boite Postale # 9, Thionville (Moselle), France». Помер після 1952 року.

## Творчість
- Григорій Афнер. Поручник Ілько Вовчаренко — Повість із Визвольних Змагань — 1952. Париж. Premiere Imprimerie Ukrainienne en France 3, rue du Sabot, Paris (6e).
- Григорій Афнер. Висота 227 — Повість із Визвольних Змагань
- Григорій Афнер. Батьківщина кличе — Повість із Визвольних Змагань
- Григорій Афнер. За Львів. Оповідання
- Григорій Афнер. Повстанча сотня. Оповідання
- Григорій Афнер. За батька і брата. Оповідання
- Григорій Афнер. Від Кам'янець Подільського до Одеси. Спомин
- Григорій Афнер. За невиконання наказу. Оповідання
- Григорій Афнер. Перша Батарея. Оповідання
- Григорій Афнер. Між Києвом і Парижем. Збірка оповідань
- Григорій Афнер. За рідний край. Повість у трьох частинах